# Jack Montgomery
John Carter „Jack“ Montgomery (* 22. November 1881 in Elizabethtown, Kentucky; † 7. Juni 1948 in Washington, D.C.) war ein US-amerikanischer Reiter, Polospieler und Offizier der US Army.

## Erfolge
Jack Montgomery schloss 1903 seine Militärausbildung an der United States Military Academy in West Point ab und war anschließend dem 7th Cavalry Regiment zugeteilt. 1912 nahm Montgomery, zu dem Zeitpunkt Lieutenant, an den Olympischen Spielen in Stockholm mit seinem Pferd Deceive in allen drei Reitdisziplinen teil. In der Dressur belegte er mit 130 Punkten den 20. und vorletzten Platz. Beim Springreiten war er neben Captain Guy Henry und Lieutenant Ben Lear Teil der US-amerikanischen Equipe, die als Vierte knapp einen Medaillengewinn verpasste. Mit Henry, Lear und Lieutenant Ephraim Graham gelang Montgomery dagegen im Mannschaftswettbewerb des Vielseitigkeitsreitens der Gewinn der Bronzemedaille. Mit 137,33 Punkten belegten die US-Amerikaner hinter der schwedischen und der deutschen Mannschaft den dritten Platz. Im Einzel wurde Montgomery im Vielseitigkeitsreiten mit 45,88 Punkten Neunter.
Im Ersten Weltkrieg erhielt er als Mitglied der American Expeditionary Forces die einzige Feldbeförderung, die von General John Pershing während des Krieges ausgesprochen wurde. Darüber hinaus wurde Montgomery die Distinguished Service Medal verliehen. Nach dem Krieg blieb er in Deutschland und erhielt unter anderem das Kommando über die 1st Squadron des 10th Cavalry Regiment. Eine große Leidenschaft Montgomerys war auch der Polosport. Bei den Olympischen Spielen 1920 in Antwerpen gehörte er zur US-amerikanischen Polomannschaft, die außerdem aus Arthur Harris, Terry de la Mesa Allen und Nelson Margetts bestand. Nach einer 3:13-Niederlage in der ersten Partie gegen Spanien gelang den US-Amerikanern gegen Belgien ein 8:3-Erfolg, wodurch sie sich die Bronzemedaille sicherten. Montgomery bestritt beide Partien auf der Position der Nummer 3.
1930 schied er aus dem aktiven Dienst im Range eines Colonel aus. Montgomery begann bei der First Boston Corporation zu arbeiten, die später in der heutigen Credit Suisse aufging, und stieg dort bis zum Direktor auf. Er war seit 1907 mit Virginia Lee verheiratet, der jüngsten Tochter von US-General Fitzhugh Lee. Das Paar hatte vier Kinder.